# Wivan Pettersson
Pour les articles homonymes, voir Pettersson.
Wivan Pettersson est une nageuse suédoise née le 24 janvier 1904 à Eskilstuna et morte le 7 novembre 1976 dans la même ville.

## Biographie
Aux Jeux olympiques d'été de 1924 à Paris, Wivan Pettersson est médaillée de bronze du relais 4x100 mètres nage libre ; elle est par ailleurs quatrième de la finale du 200 mètres brasse et est éliminée en séries du  100 mètres nage libre.